# Tahla zadiella
Tahla zadiella är en fjärilsart som beskrevs av Dumont 1932. Tahla zadiella ingår i släktet Tahla och familjen stävmalar. Inga underarter finns listade i Catalogue of Life.